# Кипнис, Павел Владимирович
Па́вел Влади́мирович Ки́пнис (род. 12 мая 1965) — российский актёр театра, кино и озвучивания.

## Биография
После окончания физико-математической школы, Павел Кипнис поступил в энергетический институт, однако вскоре прекратил учёбу из-за занятий в студенческом театре. Работал слесарем и сварщиком, после службы в армии — на хлебозаводе. Через несколько лет прошёл творческий конкурс в ГИТИС, в Щукинское и Щепкинское училища. Закончил последнее в 1992 году.
Озвучивал Эрни (Еника) из детской телепередачи «Улица Сезам» на студии «Пифагор» под руководством Марины Александровой.
Женат на актрисе дубляжа Елене Солодилиной, дочери актёра и режиссёра Анатолия Солодилина.

## Театральные работы

### Оренбургский драматический театр имени М. Горького
- Тартюф — Тартюф. За эту роль П. Кипнис был удостоен премии «„ОНАКО“ — театральным звёздам Оренбуржья» в номинации «Лучшая мужская роль»[2].
- Капитанская дочка — Пётр Гринёв[3][4].
- Сказка о царе Салтане — Гвидон[5].
- Дон Жуан — Дон Карлос[6].
- Нахлебник — Елецкий[1]
- Холостяк — Митька[1]
- Сверчок за очагом — Теклтон[1]

### Театр имени Вл. Маяковского
- Нахлебник — Елецкий[7][8]
- Мёртвые души — Капитан-исправник[9]

### Малый театр
- Преступление и наказание — Свидригайлов
- Нора — Доктор Рони
- Дни Турбиных — Мышлаевский
- Усилия любви… (По У. Шекспиру) — Меркадо[10]
- Горе от ума (по А. Грибоедову) — слуга[11]

## Фильмография
- 2003 — Замыслил я побег — Джедай
- 2003 — Неотложка (серии «Аэропорт») — Контики (Романенко)
- 2004 — Московская сага
- 2004 — На углу у Патриарших-4
- 2004 — Бенефис
- 2004 — Сыщики-3
- 2005 — Голова классика — Монах
- 2005 — Девять неизвестных — телохранитель Севидова
- 2005 — Золотой телёнок — бухгалтер Музыкант
- 2005 — Рысак — Лыков
- 2005 — Слепой-2 (серии «Воображаемый Лобачевский» и «Агрессия»)
- 2005 — Шекспиру и не снилось… (документальный фильм) — Лоренц /Лобачевский
- 2006 — В круге первом — Кондрашов
- 2006 — Телохранитель (серии «Звезда экрана» и  «Точка разлома») — главарь боевиков
- 2007 — Спецгруппа
- 2008 — Знахарь — Трофим, старообрядец
- 2009—2011 — Папины дочки — Виктор Васильев, отец Веника
- 2010 — Побег — Павел Владимирович Михайлов, судья

## Телевидение
- 2007—2008 — Слабое звено — голос за кадром